# Francesc Xavier Capell Alonso
Francesc Xavier Capell Alonso   (Lleida, 1968) és un director de cinema català de sèrie Z. Va començar treballant com a dibuixant de còmics i de pel·lícules d'animació per a diverses productores de cinema com Walt Disney Pictures. El 1992 va crear la productora FXC Produccions i va realitzar el seu primer curtmetratge anomenat Electricman. El 1997 va estrenar el seu primer llargmetratge, Científicament perfectes en el qual va participar Paul Naschy, i que narrava la creació d'un monstre, inspirant-se en Frankenstein o el Prometeu modern de Mary Shelley. La pel·lícula va tenir un bon acolliment de la crítica, i es va estrenar als Estats Units. El 2001 realitza un altre llargmetratge anomenat Per Júpiter!, si bé va ser comercialitzat en el mercat domèstic, que es va basar en l'obra de teatre Catalans a la romana de Joan Rosquellas. El 2004 va estrenar Los ojos del engaño que va tornar a ser comercialitzada en cinemes, on va rebre suport per part del Cos Nacional de Policia de Lleida. El 2010 va estrenar la pel·lícula El cavaller de l'antifaç adaptació del còmic El Guerrero del Antifaz, que va trigar set anys a realitzar-se i que va ser comercialitzada en cinemes de Catalunya, el País Valencià, Madrid, Aragó, Andorra, Castella, etc.